# 蒲壽晟
蒲壽晟，又名壽宬，字鏡泉，號心泉。宋代末年福建商人、文學家。祖籍阿拉伯。蒲开宗之子。
祖父蒲多芬经商由占城（今越南中南部）至广州。父蒲开宗移家泉州。咸淳七年（1271年）任梅州知州，為官清廉，頗得鄉民敬佩。以两瓶井水放在案上，激自己要象清水一样清廉。州进士杨圭赞他“曾氏井泉千古列，蒲侯心地一般清”。后列名宦享祀。咸淳九年（1273年），任满，因平定海寇有功，诏为吉州知州，不赴任，棄官還家，隱居於泉州东南郊外法石山。元至元十三年（1276年），与弟蒲寿庚降元。致力作詩，以五言古詩、律詩最佳，有數百首傳世，著有《心泉學詩稿》六卷。清代紀曉嵐《四库全书总目提要》卷一六五，讚曰：「今观其诗，颇有冲澹间远之致，在宋元之際，猶屬雅音」。
蒲壽晟弟蒲壽庚，元朝時任福建行省中書左丞，掌控泉州的海上貿易。